# Carirriñe
Carirriñe es un caserío rural de origen Mapuche que se encuentra ubicado en la zona cordillerana de la comuna de Panguipulli, próximo a la localidad de Liquiñe. Esta comunidad se subdivide en Carirriñe Alto y Carirriñe Bajo.
En Carirriñe Bajo se encuentra la Escuela Rural Carirriñe.

## Hidrología
Junto a Carirriñe se encuentra el Río Liquiñe que entrega sus aguas en el Lago Neltume.

## Accesibilidad y transporte
Carirriñe Bajo se encuentra a 73,6 km de la ciudad de Panguipulli a través de la Ruta 203.
La Ruta 201 pasa por la localidad de Liquiñe y llega al sector fronterizo denominado Paso Carirriñe que une a la ciudad argentina de Junín de los Andes.